# Dynamique holomorphe
 (juillet 2012).
La forme ressemble trop à un extrait de cours et nécessite une réécriture afin de correspondre aux standards de Wikipédia.

La dynamique holomorphe est un domaine de l'analyse complexe et des systèmes dynamiques s'intéressant principalement à l'étude de l'itération des applications holomorphes.

## Historique
La dynamique holomorphe provient initialement de l'étude de la méthode de Newton faite par le mathématicien allemand Ernst Schröder dans les années 1870. Cette méthode, qui revient à itérer une certaine fraction rationnelle particulière, est ensuite généralisée à l'itération de fractions rationnelles quelconques. Cela motivait particulièrement Schröder pour résoudre certaines équations fonctionnelles, notamment son équation de Schröder, qui permettent de comprendre le comportement local de la dynamique au voisinage de certains points particuliers. Cette étude locale fut poursuivie durant la fin du XIXe siècle par les mathématiciens Gabriel Koenigs, Lucjan Böttcher et Léopold Leau. Cependant, la dynamique globale restait incomprise.
L'Académie des Sciences de Paris décida de dédier son Grand prix des Sciences Mathématiques de 1918 à la compréhension du comportement global (appelé à l'époque "problème de l'itération"). Les français Pierre Fatou et Gaston Julia déposèrent deux manuscrits similaires qui révolutionnèrent le domaine, via l'utilisation de la théorie des familles normales récemment développée par Paul Montel. Pour des raisons inconnues, Fatou se retira de la compétition et Julia, gueule-cassée et figure patriotique, remporta le prix. Cependant, d'après plusieurs mathématiciens (Michèle Audin, John Milnor), ce sont les travaux de Fatou qui ont fait le plus avancer le domaine. Pour plus de précisions, on pourra lire le livre de Michèle Audin dédié au sujet.
Le domaine sombra dans l'oubli, jusqu'à sa redécouverte dans les années 1980. Les avancées de l'informatique permirent la visualisation des ensembles de Julia, ce qui popularisa beaucoup ce champ de recherche. Le domaine de recherche est très actif aujourd'hui, et est relié à de nombreux autres domaines des mathématiques.

## Dynamique holomorphe à une variable
L'étude de la dynamique des fonctions holomorphes à une variable est de loin la plus développée.
Afin d'établir les propriétés concernant la famille de fonctions {\displaystyle (f^{\circ n})_{n\in \mathbb {N} }}itérées de la fonction
holomorphe {\displaystyle f} définie sur une surface de Riemann (c'est-à-dire une variété complexe de dimension un),
elle s'appuie sur les résultats de l'analyse complexe (principe du maximum, théorème des résidus, théorème de Montel, théorie des fonctions univalentes…), de la topologie générale, de la géométrie complexe (théorème de l'application conforme et théorème d'uniformisation de Riemann, hyperbolicité, théorie des applications quasi-conformes) et de la dynamique générale.
La dualité famille normale/comportement instable qui sépare le plan dynamique en deux sous-ensembles localement discriminés en est un des faits importants.
Cette dualité apparait grâce à la classification des points périodiques de la fonction {\displaystyle f}, c'est-à-dire les points {\displaystyle z} du domaine de définition pour lesquels il existe un entier {\displaystyle p} tel que {\displaystyle f^{\circ p}(z)=z}.

### Introduction aux ensembles de Julia
Prenons {\displaystyle p(z)} un polynôme à une variable complexe {\displaystyle z}, c'est une fonction holomorphe sur {\displaystyle \mathbb {C} } (l'ensemble des nombres complexes). Alors, pour chaque point de départ {\displaystyle z_{0}} dans l'ensemble des nombres complexes, on construit la suite {\displaystyle (z_{n})_{n}} des itérés définie par la formule de récurrence :
{\displaystyle z_{n+1}=p(z_{n})}.
Une question naturelle est celle de la convergence de la suite {\displaystyle (z_{n})_{n}}, et plus généralement de son comportement (périodique, tendant vers l'infini…).
On peut s'attendre, justement, à ce que le comportement de la suite dépende de la valeur initiale {\displaystyle z_{0}}.
Par exemple, il est facile de voir que pour le polynôme {\displaystyle p(z)=z^{2}}, si on prend une valeur initiale {\displaystyle z_{0}} telle que {\displaystyle |z_{0}|>1}, alors la suite {\displaystyle (z_{n})_{n}}, définie par la récurrence {\displaystyle z_{n+1}=p(z_{n})=(z_{n})^{2}}, tend vers l'infini (i.e. {\displaystyle \lim _{n\rightarrow \infty }|z_{n}|=\infty }. De façon plus générale, on peut montrer que pour tout polynôme {\displaystyle p}, il existe un rayon {\displaystyle R} tel que si {\displaystyle |z_{0}|>R}, alors la suite des itérés de {\displaystyle p} issue de {\displaystyle z_{0}} tend vers l'infini.
L'ensemble des points {\displaystyle z_{0}\in \mathbb {C} } tels que la suite des itérés de {\displaystyle p} issue de {\displaystyle z_{0}} tend vers l'infini est appelé bassin d'attraction de l'infini. Son complémentaire, c'est-à-dire l'ensemble des valeurs initiales {\displaystyle z_{0}} pour lesquelles la suite {\displaystyle (z_{n})_{n}} ne tend pas vers l'infini, est appelé ensemble de Julia rempli.
Pour la fonction de l'exemple précédent {\displaystyle p(z)=z^{2}}, l'ensemble de Julia rempli est le disque centré en zéro de rayon {\displaystyle 1} et son complémentaire le bassin de l'infini.
L'ensemble de Julia est alors le bord de l'ensemble de Julia rempli, c'est-à-dire sa frontière topologique.
Pour ce qui est de {\displaystyle z^{2}}, son ensemble de Julia est simplement le cercle centré en zéro de rayon {\displaystyle 1}, cependant la « forme » des ensembles de Julia dépend évidemment de la fonction que l'on considère et est souvent bien plus complexe.

#### Autres exemples
Un autre exemple d'ensemble de Julia assez simple est celui du polynôme {\displaystyle z^{2}-2} : c'est l'intervalle {\displaystyle [-2,2]}.
Dans la plupart des cas les ensembles de Julia ne sont pas des variétés différentielles, comme les exemples d'ensembles de Julia connexes suivants (voir illustrations) :
- le chou-fleur, ensemble de Julia du polynôme {\displaystyle z^{2}+z} ;
- les lapins de Douady, dont le polynome quadratique {\displaystyle z^{2}-0,123+0,754i} offre un exemple ;
- la dendrite ({\displaystyle z^{2}+i}).

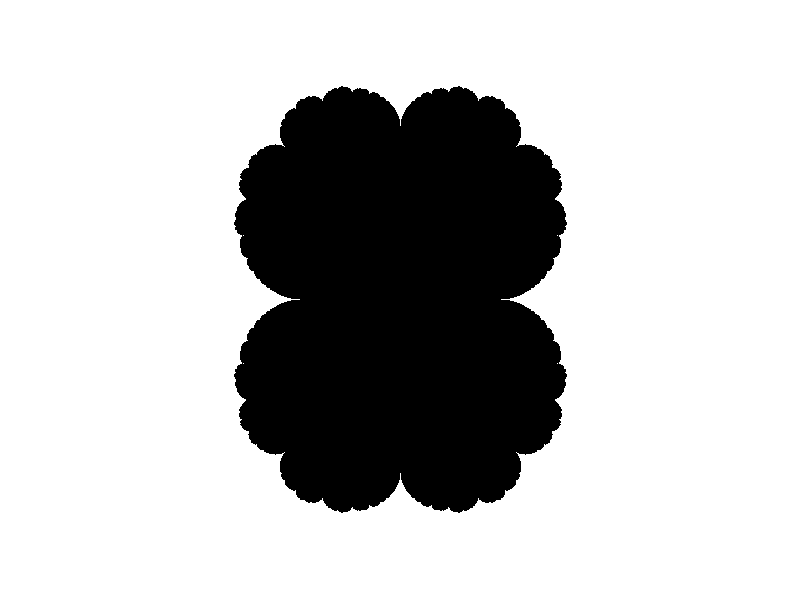
Ensemble de Julia rempli de {\displaystyle z^{2}+z}.
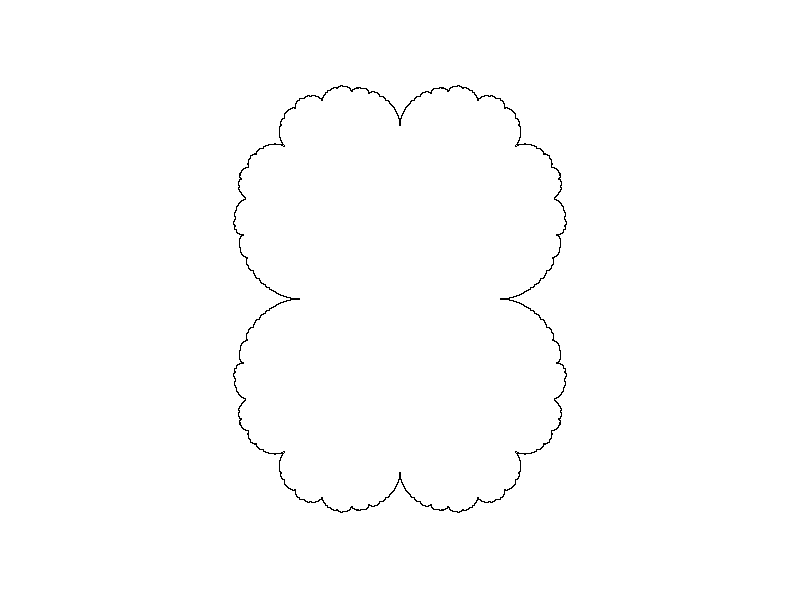
ensemble de Julia correspondant (chou-fleur).
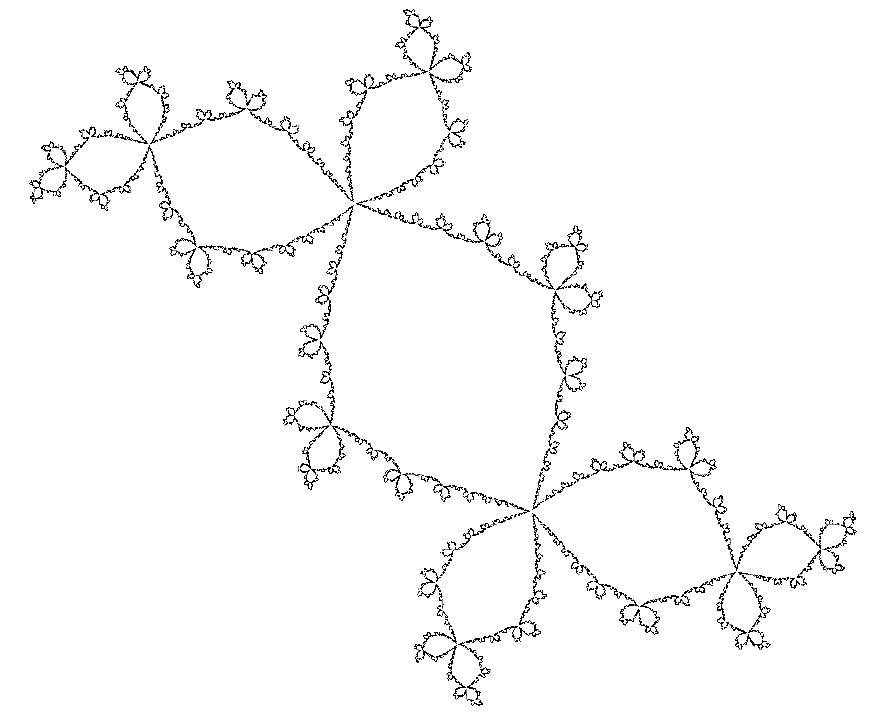
Un exemple de lapin de Douady
 ({\displaystyle \scriptstyle z^{2}-0,123+0,754i}).
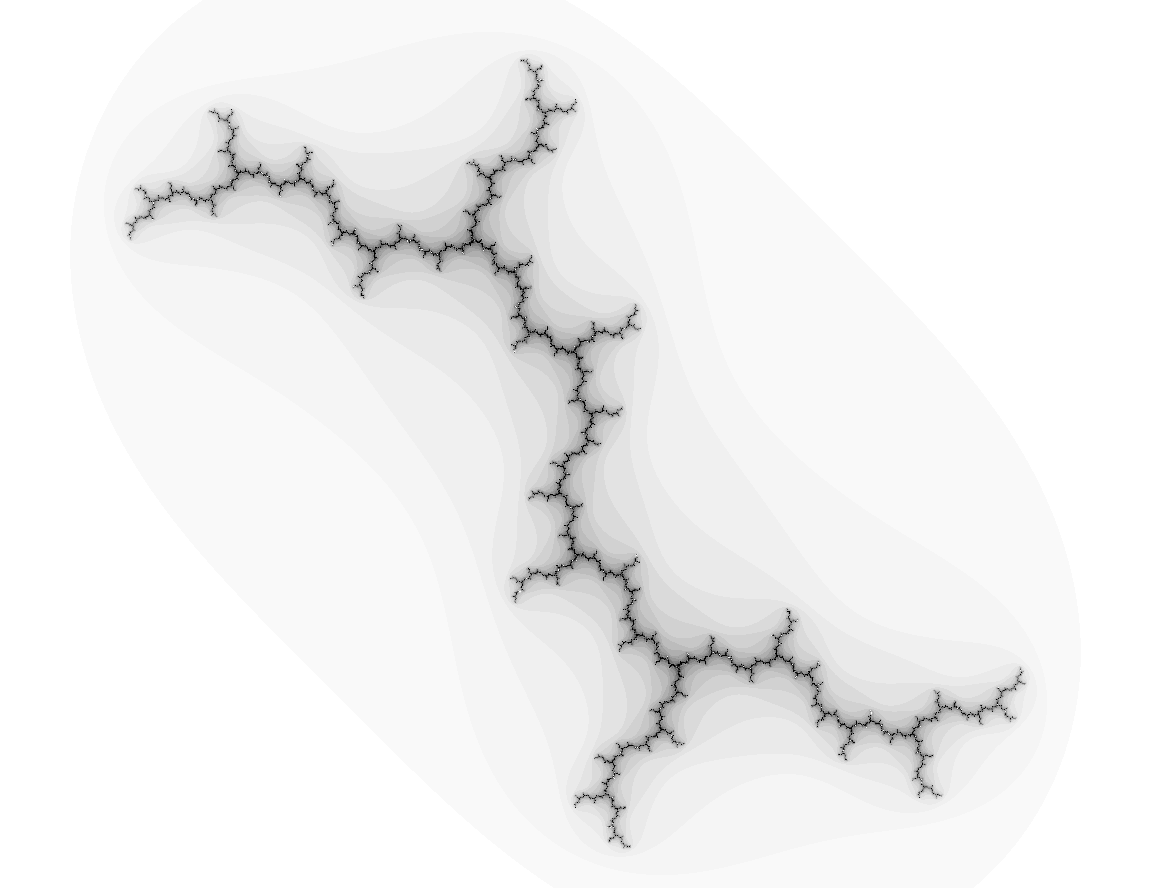
La dendrite de {\displaystyle z^{2}+i}.
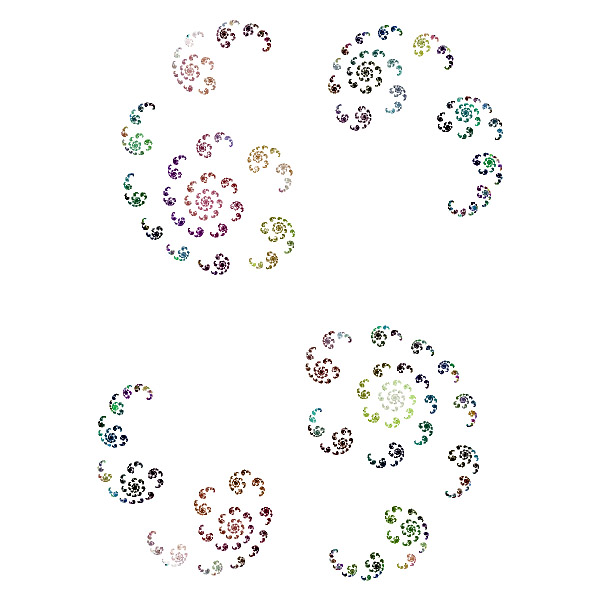
Poussière de Cantor (polynôme quadratique).

Certaines applications peuvent avoir comme ensemble de Julia des poussières de Cantor (par exemple, le polynôme {\displaystyle z^{2}+6i}), des tapis de Sierpinsky, etc.
Comme les exemples qui précèdent, les ensembles de Julia de la plupart des applications holomorphes sont des fractales.

#### Caractérisation
Le complémentaire de l'ensemble de Julia d'une fonction holomorphe {\displaystyle f} (ici un polynôme) est un ouvert {\displaystyle F}, appelé ensemble de Fatou. Cet ouvert est caractérisé par le fait que la suite de fonctions {\displaystyle (f^{\circ n})_{n}}, où {\displaystyle f^{\circ n}} désigne le {\displaystyle n}ième itéré de la fonction {\displaystyle f} (i.e. {\displaystyle f^{\circ n}=f\circ \cdots \circ f} {\displaystyle n} fois), admet, pour tout compact {\displaystyle K} inclus dans {\displaystyle F}, des sous-suites uniformément convergentes sur {\displaystyle K}. On dit alors que {\displaystyle (f^{\circ n})_{n}} forme une famille normale sur {\displaystyle F}.